# 판웨퉁
판웨퉁(중국어 간체자: 潘玥同, 병음: Pān Yùetóng, 한자음: 반월동/반모동, 2002년 7월 18일 ~ )은 중국의 배우이다.